# Pin Heel Stomp
Pin Heel Stomp è un album in studio del gruppo musicale femminile giapponese The 5.6.7.8's, pubblicato nel 1997.

## Tracce
1. Pin Heel Stomp
2. Dance in the Avenue A
3. Arkansas Twists
4. Hey! Mashed Potato, Hey!
5. Spell Stroll
6. The Barracuda